# Den Anden
Den Anden er en tysk stumfilm fra 1913 af Max Mack.

## Medvirkende
- Albert Bassermann som Dr. Hallers.
- Emmerich Hanus som Arnoldy.
- Nelly Ridon som Agnes.
- Hanni Weisse som Amalie.
- Leon Resemann som Dickert.